# Ichneumon luctuosus
Ichneumon luctuosus är en stekelart som beskrevs av Cuvier 1833. Ichneumon luctuosus ingår i släktet Ichneumon och familjen brokparasitsteklar. Inga underarter finns listade i Catalogue of Life.